# Tomaszówka (obwód brzeski)
Tomaszówka (biał. Тамашоўка, biał. łac. Tamašoŭka, ros. Томашовка) – agromiasteczko na Białorusi, w obwodzie brzeskim, w rejonie brzeskim, centrum administracyjne sielsowietu Tomaszówka. Miejscowość jest osadą małomiasteczkową (аграгарадок – 'miasteczko rolne'), położoną w trójstyku Polski, Ukrainy i Białorusi, na terenie atrakcyjnego pod względem turystycznym Polesia nadbużańskiego.

## Historia

### RosjaiI wojna światowa
Wieś założona na przełomie XIX i XX w. na terenie dóbr Przyborowo (ówczesna gubernia grodzieńska) Tomasza Zamoyskiego (1861-1935) z włodawskiej linii Zamoyskich; prawdopodobnie po tym, jak w 1887 wybudowano linię kolejową Chełm-Brześć. Powstała tam wówczas stacja kolejowa Włodawa. W 1900 w Tomaszówce założono nasycalnię materiałów drzewnych okręgowej dyrekcji kolei w Wilnie. W czasie I wojny światowej (zwłaszcza w 1915) w okolicach miejscowości toczyły się walki, których pozostałością są groby 1346 żołnierzy niemieckich, austro-węgierskich, rosyjskich i polskich.

### II Rzeczpospolita
W okresie międzywojennym miejscowość należała początkowo do gminy Przyborowo w powiecie brzeskim województwa poleskiego. Spis powszechny z 1921 uwzględnia jedynie leśniczówkę Tomaszówka, liczącą 3 domy i 18 mieszkańców: 8 mężczyzn i 10 kobiet. Pod względem wyznania byli to przede wszystkim rzymscy katolicy (17) i 1 prawosławny, a oprócz 1 Białorusina wszyscy deklarowali narodowość polską (17). W tym samym spisie oddzielnie wymieniono stację kolejową Włodawka (dziś na terenie Tomaszówki), która liczyła wówczas 24 domy. Mieszkało tu 185 osób: 98 mężczyzn i 87 kobiet. Pod względem wyznania było to 128 rzymskich katolików, 46  prawosławnych i 11 żydów. 129 osób deklarowało narodowość polską, 36  białoruską, 11 żydowską i 9 rosyjską). W 1928 wraz z całą gminą Przyborowo miejscowość weszła w skład gminy Domaczów.
Z zachodnim brzegiem Bugu połączona była mostem kolejowym koło Orchówka oraz mostem drogowym we Włodawce. W okresie II Rzeczypospolitej powstały dogodne warunki do rozwoju Tomaszówki. Zaraz po wojnie hrabia Tomasz Zamoyski rozparcelował swój majątek w Tomaszówce, a działki nabyli Żydzi z Włodawki. Z Włodawą i lewobrzeżnymi terenami nadbużańskimi Tomaszówka związana była licznymi więziami społecznymi i gospodarczymi, m.in. osadę obejmował urząd pocztowy we Włodawie, a tomaszowska młodzież stanowiła znaczny odsetek wśród uczniów włodawskiego gimnazjum. Do zabudowań wsi ciągnęły się grunty mieszczan włodawskich położone na wschodnim brzegu rzeki. W celu uregulowania tej sprawy magistrat Włodawy wystąpił w 1930 z wnioskiem o rozszerzenie granic miasta poprzez m.in. przyłączenie do niego Tomaszówki wraz ze stacją kolejową Włodawa. Projekt przyłączenia zabużańskich terenów do Włodawy rozbił się głównie o kwestię różnic prawnych między terenami byłego Królestwa Kongresowego i niegdysiejszych ziem zabranych. W okresie międzywojennym Tomaszówka stała się ośrodkiem handlu drewnem (w różnej postaci), rybami, bydłem i mąką. Drewno z lasów państwowych lub z dóbr Zamoyskich było przecierane w trzech miejscowych tartakach, które powstały w tym czasie. Ryby pochodziły z okolicznych jezior oraz gospodarstw rybnych województwa poleskiego i wołyńskiego. Mąkę produkowano w tomaszowskim młynie, częściowo z pszenicy przychodzącej na stację kolejową Włodawa.
Dobre połączenia komunikacyjne, sąsiedztwo oddalonego o 5 km ośrodka administracyjno-gospodarczego we Włodawie i atrakcyjne, przyciągające letników warunki turystyczne spowodowały szybki rozwój Tomaszówki kosztem podupadającej Włodawki, a nawet Włodawy, pozbawionej własnej stacji kolejowej. Od 1930 do 1937 ludność Tomaszówki wzrosła dwukrotnie, do 3 tys. mieszkańców.

### II wojna światowa
Na początku września 1939 mosty włodawskie zostały zbombardowane. We wsi znalazło się wielu Polaków uciekających przed wojskami niemieckimi, w tym liczni Żydzi. W rejonie Tomaszówki z inspiracji NKWD zaczęły działać bojówki mordujące polskich oficerów i inteligentów
. 17 września do wsi wkroczyły wojska niemieckie, które następnie wycofały się, oddając ten obszar pod kontrolę Armii Czerwonej. Po agresji ZSRR na Polskę i ustanowieniu tu władzy radzieckiej Tomaszówka weszła w skład BSRR.
W 1940 za zgodą władz radzieckich i z udziałem przedstawicieli Armii Czerwonej, NKWD i miejscowych urzędników Niemcy dokonali uroczystej ekshumacji ciał żołnierzy niemieckich poległych z rąk polskich w czasie kampanii wrześniowej, a złożonych na miejscowym cmentarzu. Ekshumowane zwłoki zostały następnie przewiezione do Rzeszy.
W latach 1939–1941, gdy Tomaszówka znajdowała się w rejonie przygranicznym pomiędzy III Rzeszą a ZSRR, funkcjonowały tu dwie placówki wojsk pogranicza.
Po agresji hitlerowskiej na ZSRR 22 czerwca 1941 wieś znalazła się pod okupacją niemiecką. Szczególnie okrutny los spotkał miejscowych Żydów, rozstrzelanych po likwidacji miejscowego getta. Ciała 2200 pomordowanych spoczywają w zbiorowym grobie.
22 lipca 1944 Tomaszówka została zdobyta przez wojska 1 Frontu Białoruskiego. Po wojnie znalazła się w granicach Białorusi.

## Współczesność
Od 4 listopada 1978 miejscowość chlubi się muzeum kosmonautyki przy miejscowej szkole średniej. Znajduje się tu m.in. ławka, przy której ponoć siedzieli Piotr Klimuk (urodzony w pobliskiej Komarówce, radziecki i białoruski kosmonauta) oraz Piotr Prakapowicz (prezes Narodowego Banku Republiki Białorusi w latach 1998–2011). Brat tego ostatniego, Wasilij, był zresztą przez ponad 10 lat dyrektorem przedsiębiorstwa rolnego w Tomaszówce (Филиал «Комаровка Агро» ОАО «Батчи»).
Ponadto w miejscowości znajdują się hotel, restauracja oraz białorusko-ukraińskie przejście graniczne: Tomaszówka-Pulemiec, stacja kolejowa „Włodawa” w Tomaszówce i parafia prawosławna dekanatu (благочиние) Brześć–Rejon eparchii brzeskiej i kobryńskiej Egzarchatu Białoruskiego Patriarchatu Moskiewskiego przy cerkwi Opieki Matki Bożej.
W ostatnim dziesięcioleciu XX w. i w pierwszych dekadach XXI w. na różnym szczeblu prowadzone były rozmowy na temat budowy mostu na Bugu i uruchomienia polsko-białoruskiego drogowego przejścia granicznego Włodawa – Tomaszówka. Działania te nie przeniosły rezultatów, m.in. w związku z funkcjonowaniem przejścia w Sławatyczach oraz w związku z pogarszaniem się relacji polsko-białoruskich.

## Zabytki
- Cmentarz żołnierzy z I wojny światowej[37].
- Braterska mogiła pograniczników z 1941 r.
- Mogiła ofiar faszyzmu z 1941 r.[38]
- Budynek stacji kolejowej Włodawa z pocz. XX w.